# José Antônio Picoral

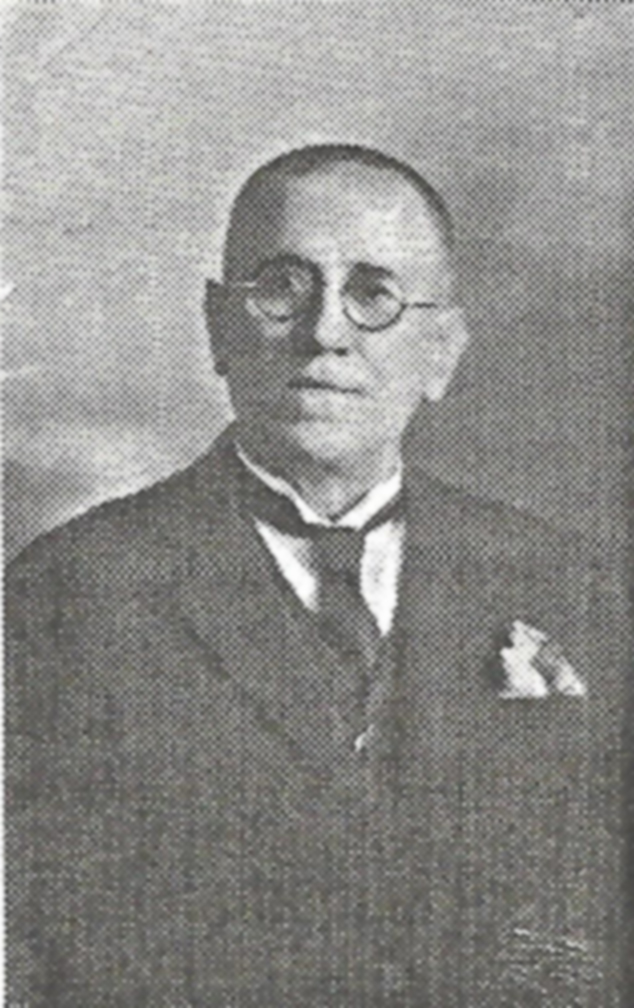
José Antônio Picoral.

José Antônio Picoral (Colônia São Pedro de Alcântara, Torres, hoje Dom Pedro de Alcântara, 25 de Julho de 1877 – Porto Alegre, 25 de dezembro de 1946) foi um comerciante, industrial e hoteleiro brasileiro, reconhecido como o pioneiro do turismo em Torres.

## Primeiros anos
Era filho do imigrante alemão, nascido no Estado da Baixa Saxônia, Anton Franz Piqural, no Brasil conhecido como Antônio Francisco, comerciante de miudezas e secos e molhados na Colônia São Pedro de Alcântara, e de Catharina Schwanck, filha do imigrante alemão Johann Sebastian Schwanck e sua mulher Theresa Lefhaar. Teve os irmãos Francisco Antônio e Marianna. O sobrenome paterno foi grafado também Picural e Piccoral. Picoral só se fixou a partir de 1909, quando do nascimento de seu primeiro filho. Quando pequeno José ajudou o pai nos negócios e viajava com ele a cavalo até a capital do estado, Porto Alegre, para trazer mercadorias. Estando o pai perto da morte, encaminhou o filho de 14 anos para trabalhar em Porto Alegre, colocando-o sob os cuidados da filha Marianna, que lá morava e já estava casada com o comerciante Jorge Justo Filho.
José começou sua nova vida trabalhando em uma casa comercial, depois abriu uma banca para venda de balas e caramelos na antiga Estação Rodoviária. Os negócios foram bem, possibilitando que em 22 de novembro de 1902 ele casasse com Juana Mathilde Mayer, filha de João Mayer Júnior, editor de livros e um dos fundadores da tradicional Livraria Selbach. Do casamento nasceriam nove filhos: José Ignacio, Dalila Maria, Olga Henrietta, Arthur, Hugo, Antônio, Oscar Miguel, Ivo Mayer e Maria de Lourdes. Em 1905 vendeu sua banca e comprou terras no Caminho Novo, onde abriu uma fábrica de cigarros. Em 1914 lançou uma marca de vermífugos.

## O Balneário Picoral
Torres localiza-se em uma posição estratégica, controlando a estreita passagem entre o sul e o norte que existe entre o mar e a Serra do Nordeste, um caminho antigamente muito transitado por índios, bandeirantes e tropeiros, e o único que evitava a subida da serra. Mais importante, a sua praia é única em todo o baixo e arenoso litoral riograndense a apresentar diversidade geográfica, fundada junto a um rio e a uma grande rede de lagoas costeiras, possuindo também, à beira-mar, um afloramento de vários grandes rochedos. À sua frente está a única ilha marítima do estado, a Ilha dos Lobos.

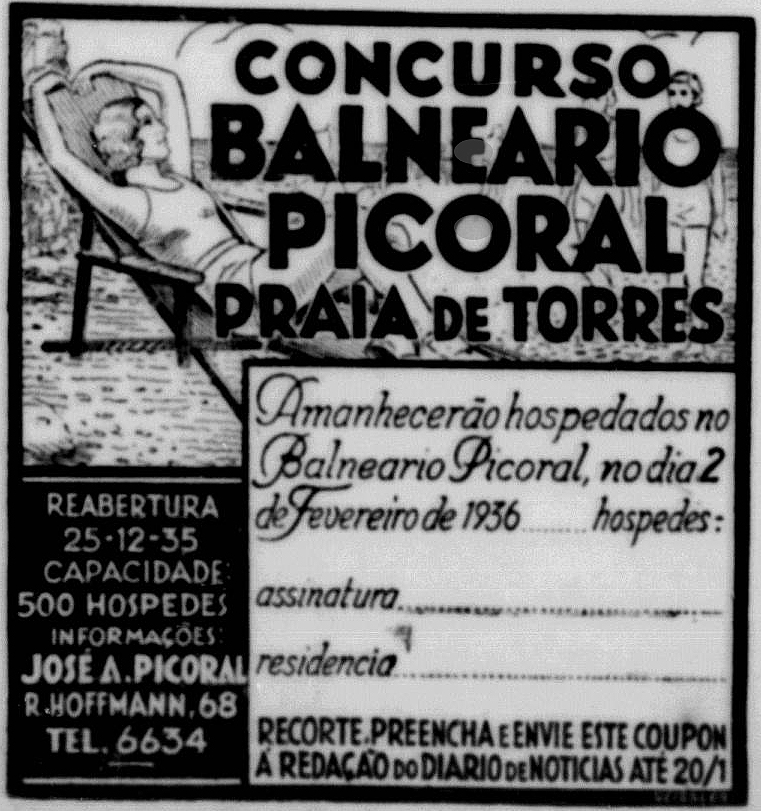
Chamada publicitária do balneário para um concurso promovido pelo Diário de Notícias em 1936. O primeiro prêmio consistia em um pacote completo de vinte dias no balneário, com direito a acompanhante. Mais de 4 mil pessoas se inscreveram.

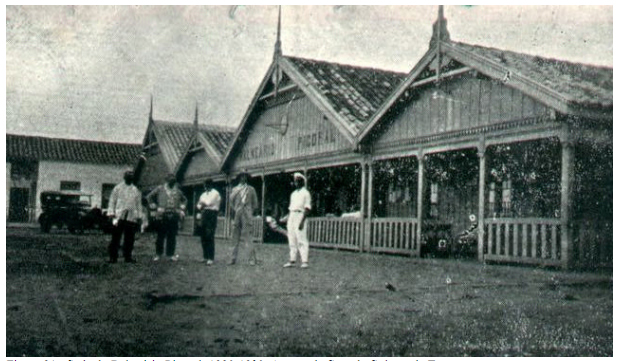
Balneário Picoral em torno de 1925.

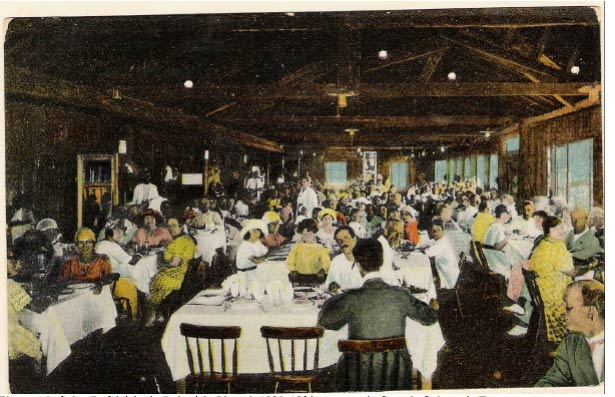
Salão-refeitório do Balneário Picoral na década de 1930.

Além disso, o hábito do banho de mar estava entrando na moda entre os gaúchos, cultivado principalmente pela elite, mas faltavam em todo o estado condições para receber o público potencial. Picoral havia passado alguns verões no litoral com a família mas sempre em condições muito precárias. As praias habitadas eram poucas, não tinham nenhum conforto ou recurso, ficavam longe da capital, não havia linhas de transporte regular até elas, tampouco boas estradas, e os porto-alegrenses precisavam viajar de dois a três dias em cima de uma carreta puxada por bois para chegar à mais próxima, Tramandaí. Relatos de antigos veranistas dizem que para ir da capital a Torres podia-se levar até cinco dias, enfrentando atoleiros e caminhos esburacados, que em tempos de muita chuva ficavam intransitáveis. Os privilegiados que possuíssem um automóvel, se tivessem sorte, podiam fazer o trajeto em cerca de 11 horas (hoje leva-se cerca de duas). Picoral percebeu a vocação turística do local, e começou a planejar a criação de uma estação de banhos. Em 1915 telegrafou ao intendente, o coronel João Pacheco de Freitas, solicitando sua concordância para a fundação do balneário e expondo o projeto.
Pacheco de Freitas aprovou a ideia, cedeu um terreno no centro pertencente ao Governo do Estado e ao longo de muitos anos apoiaria Picoral no seu empreendimento. Contando com a colaboração de Luiz André Maggi e Carlos Vogges, Picoral fundou o Balneário Picoral em dezembro de 1915, sendo recebido com festas pela população, que entendia nisso a oportunidade de Torres sair de seu marasmo e crescer. Foi, de fato, o que ocorreu. O balneário em pouco tempo se tornou um conglomerado de empresas, que deram emprego para muitas pessoas, dinamizaram a economia regional e colocaram a cidade no mapa turístico do estado. Enquanto isso, Picoral continuava com seus negócios em Porto Alegre, onde residia a maior parte do ano. Em 1917 lançou uma linha de pomadas e sabonetes e fazia representação para a fábrica de bebidas Edmundo Dreher & Cia. Mais tarde ampliaria seus interesses com uma torrefação e moagem de café e fábricas de caramelos e óleos vegetais, fazendo fortuna principalmente com a produção de óleo de soja e mamona.
O balneário ficava aberto ao público somente no verão, e mantinha um escritório permanente em Porto Alegre. Era composto por uma série de pavilhões e chalés de madeira, alguns interligados, e alguns espalhados pela cidade. O complexo principal estava no centro urbano, compondo um grande quadrilátero de chalés alinhados em dois lados, e nos outros dois ficavam pavilhões para duas cozinhas, depósitos, salas de apoio e um grande salão para refeições e festas. O balneário era bastante rústico para os padrões atuais, mas na época foi considerado um estabelecimento de grande conforto, logo fez sucesso entre a elite porto-alegrense, incluindo importantes políticos e empresários, e em seu período de apogeu podia receber até 500 hóspedes. Eventuais excedentes de turistas eram atendidos com o aluguel de casas de locais. A fachada voltada para o mar tinha chalés com um avarandado com detalhes ornamentais onde ficavam bancadas e mesas e redes de descanso eram suspensas. Havia água encanada, sanitários modernos, oferecia-se serviços de cinema, barbearia, sorveteria, farmácia, lavanderia, confeitaria e havia especialistas em culinária para comandar as cozinhas. Eram oferecidas quatro refeições, servidas no salão, e o almoço e o jantar costumavam ser acompanhados de música ao vivo. As festas organizadas no salão se tornaram lendárias em Torres.
Para sustentar esse empreendimento, Picoral abriu também uma serraria, uma carpintaria, uma usina de energia, uma fábrica de colchões, um matadouro, e mantinha fazendas na zona rural para produção de alimentos, como mel, verduras, queijos, grãos, ovos, leite, manteiga, óleos, carnes, tornando o balneário quase autossuficiente. Também estabeleceu parcerias com os pescadores da região para fornecimento de peixes e crustáceos, e um sistema de coches para trazer os turistas de Tramandaí até Torres, cobrindo cerca de metade do trajeto desde a capital do estado.

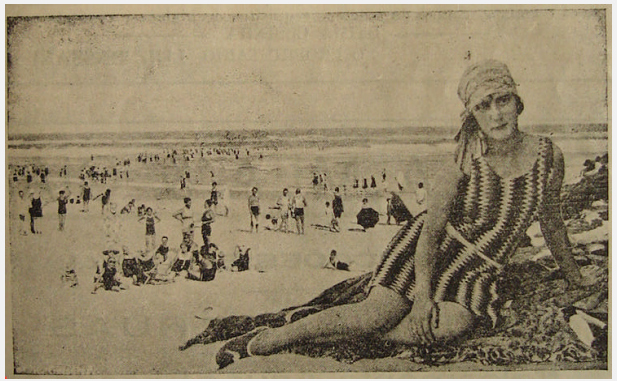
Uma banhista em Torres na década de 1930, na área defronte ao balneário.

Centenas de pessoas estavam direta ou indiretamente envolvidas com o funcionamento do Balneário Picoral, e a vida econômica e social de Torres passou a girar em torno dele, ainda que caracterizada por um padrão sazonal de alta no verão e baixa nas outras estações. Sua presença também estimulou a navegação lacustre na região e o município procurou melhorar suas estradas de acesso. Picoral fazia uma propaganda maciça na imprensa do estado, especialmente da capital, acrescentando relatos sobre os benefícios do banho de mar à saúde, tornando a cidade conhecida e fazendo o balneário entrar na moda. Seu objetivo confesso era "transformar Torres na Rainha das Praias Gaúchas". O documentário que seu filho José Júnior começou a produzir em fins de 1926 e apresentou em várias cidades para divulgar a praia e o balneário é o mais antigo filme de publicidade turística do estado. Na década de 1920 a abertura de uma linha de ônibus permanente Torres-Porto Alegre tornou o acesso mais fácil para as classes mais baixas, e mais tarde a VARIG instalou uma linha de hidroaviões para atender a região. Vários serviços do balneário eram aproveitados pela população em geral, e alguns acabaram se convertendo em lojas abertas ao longo de todo o ano, como a torrefação de café, a barbearia e a padaria, mas era especialmente importante o excedente de energia elétrica da sua usina privada, suficiente para abastecer todo o município.
Picoral tornou-se um líder em Torres, mesmo antes de fundar o balneário ganhara respeito em Porto Alegre como "conceituado industrialista", aparecia na crônica social, em 1918 participou da comissão julgadora da 4ª Exposição Nacional de Milho no Rio de Janeiro, em 1931 participou da comissão julgadora da grande Exposição Estadual de Porto Alegre, e em 1932 era membro do Conselho Consultivo da Secretaria de Estado do Interior.
Contudo, com o crescente afluxo de turistas, muitos passaram a apreciar a praia pelas suas belezas próprias, adquirindo terrenos na cidade e construindo casas, deixando de frequentar o hotel. Em 1928 já havia mais de cem casas de veranistas. Com isso iniciou seu declínio. Além disso, por algum tempo o Balneário Picoral foi o único hotel da cidade, mas vários outros começaram a ser abertos, criando uma séria concorrência. Relatos de hóspedes de outrora referem que no fim dos anos 1930 os padrões haviam mudado tanto que os chalés já pareciam precários e decadentes.

## Anos finais e legado

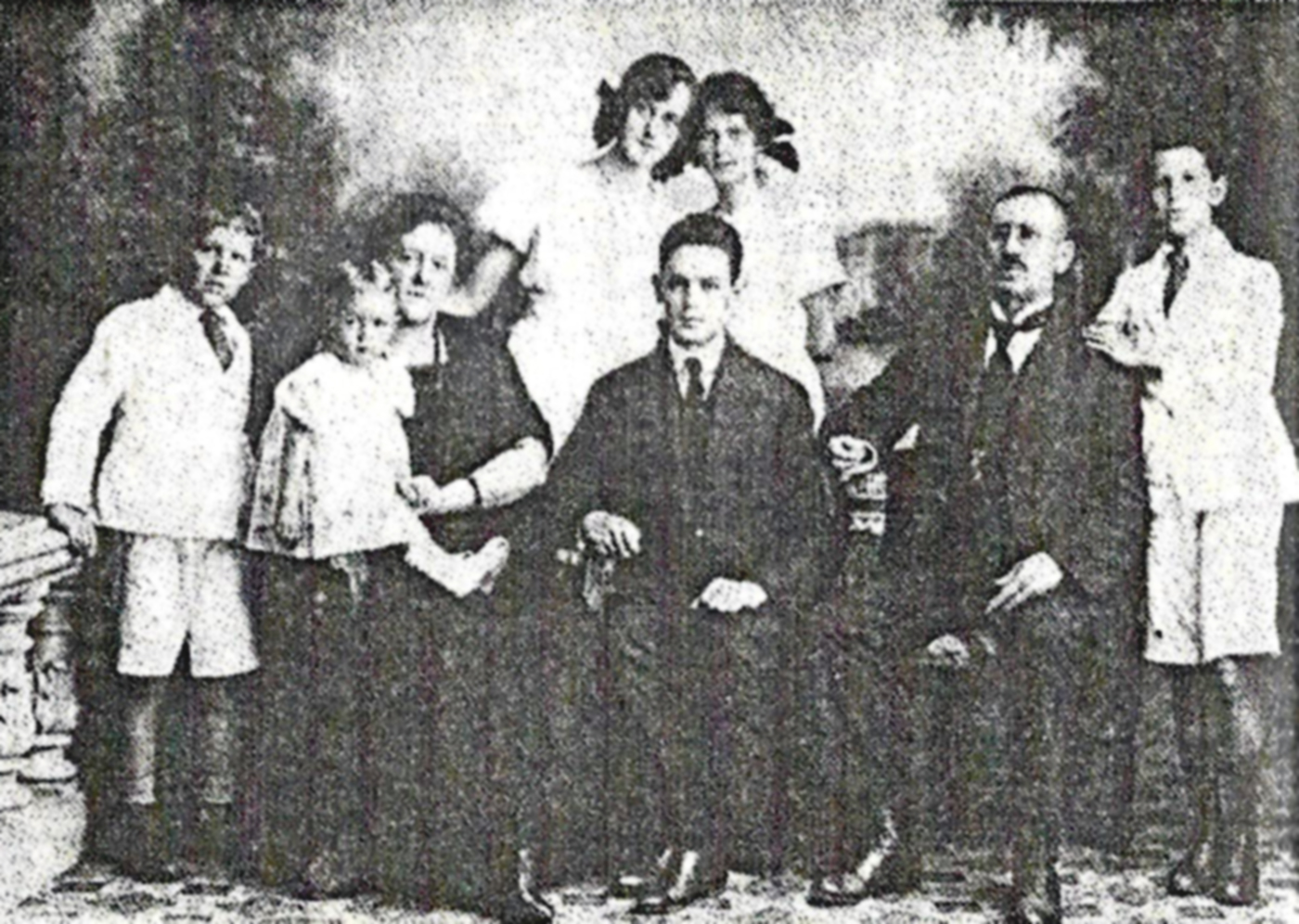
José Antônio Picoral, a esposa Juana e alguns filhos.

O fim veio em 1940, com a proposta de Clóvis Secco Filho ao prefeito de Torres para destinação do terreno onde ficava o bloco principal do hotel para a construção de outro hotel, mais amplo e moderno. Em 7 de fevereiro de 1940 o prefeito assinou a cessão para Secco e em 1941 o Balneário Picoral encerrou suas atividades, recebendo uma indenização que cobriu apenas o custo da construção dos chalés. O planejado novo hotel nunca foi construído.Ver nota 
Entristecido, Picoral vendeu todo o seu patrimônio em Torres, continuando suas atividades industriais em Porto Alegre. Veio a falecer por complicações cardíacas em Porto Alegre, na manhã de Natal de 1946. A fábrica de óleos vegetais ainda estava ativa. A firma foi continuada até o fim da década de 1950, dirigida pelo seu filho Hugo, mantendo a razão social de José A. Picoral S.A., e anunciando principalmente óleo para lamparinas. No balanço de 1956 tinha ativos no valor de mais de 7 milhões de cruzeiros.
O Balneário Picoral foi um dos primeiros e o maior empreendimento turístico do estado em seu tempo. Sua atividade representou um impulso decisivo para dinamizar a economia e a vida social de Torres e para integrá-la definitivamente à comunidade estadual. Sua câmara frigorífica, seu sistema de água encanada, suas instalações sanitárias, sua lavanderia a vapor, estabeleceram novos hábitos e padrões de consumo, higiene e habitação na cidade. Hoje seu fundador é lembrado como o pioneiro do turismo e da hotelaria em Torres, onde seu nome batiza uma das ruas principais do centro. A tradição do turismo se fixou e ainda hoje é um dos setores mais importantes da economia torrense.